# کدگذاری ویدئویی پربازده
کدگذاری ویدئویی پربازده (اچ‌ای‌وی‌سی) (به انگلیسی: ‎High Efficiency Video Coding (HEVC)‎)، که با نام‌های اچ. ۲۶۵ (H.۲۶۵) و امپگ-اچ بخش ۲ (MPEG-H Part 2) نیز شناخته می‌شود، از استانداردهای در حال توسعهٔ فشرده‌سازی ویدئو و جانشینی برای اچ. ۲۶۴/امپگ-۴ ای‌وی‌سی (کدک ویدئویی پیش‌رفته) است، که اکنون در مرحلهٔ توسعهٔ مشترک به‌وسیلهٔ گروه کارشناسان تصویر متحرک (امپگ) سازمان بین‌المللی استانداردسازی/کمیته الکتروتکنیکی بین‌المللی و گروه کارشناسان کدگذاری ویدئوی (وی‌سی‌ای‌جی) آی‌تی‌یو-تی است. امپگ و وی‌سی‌ای‌جی تیم همکاری اشتراکی برای کدینگ ویدئو (جی‌سی‌تی-وی‌سی) را برای توسعهٔ استاندارد اچ‌ای‌وی‌سی تشکیل داده‌اند. گفته می‌شود اچ‌ای‌وی‌سی نسبت به اچ. ۲۶۴ کیفیت تصویر را بهبود می‌بخشد، نسبت فشرده‌سازی را دوبرابر می‌کند و تفکیک‌پذیری‌هایی از ۲۴۰ × ۳۲۰ تا ۴۳۲۰ × ۸۱۹۲ پیکسل (تلویزیون وضوح بسیار بالا - ۸K UHD) را دربرمی‌گیرد.